# Pteropus rennelli
Pteropus rennelli es una especie de murciélago de la familia Pteropodidae.

## Distribución geográfica
Es endémica de las Islas Salomón.